# La leyenda del Puente Inca
La leyenda del Puente Inca es una película argentina en blanco y negro de Argentina que se estrenó en noviembre de 1923 en el Teatro San Martín, dirigida por José Agustín Ferreyra sobre su propio guion protagonizada por Nelo Cosimi, Amelia Mirel y Yolanda Labardén.

## Escenario
Ferryra se trasladó a Mendoza para filmar esta película al pie de la cordillera. Puente del Inca es una localidad ubicada en el departamento Las Heras al noroeste de la provincia de Mendoza, en el oeste de la Argentina. Debe su nombre al Puente del Inca, una formación rocosa cuya curiosa geoforma, lo han convertido en un punto turístico destacado, actualmente considerado un área Natural protegida provincial.

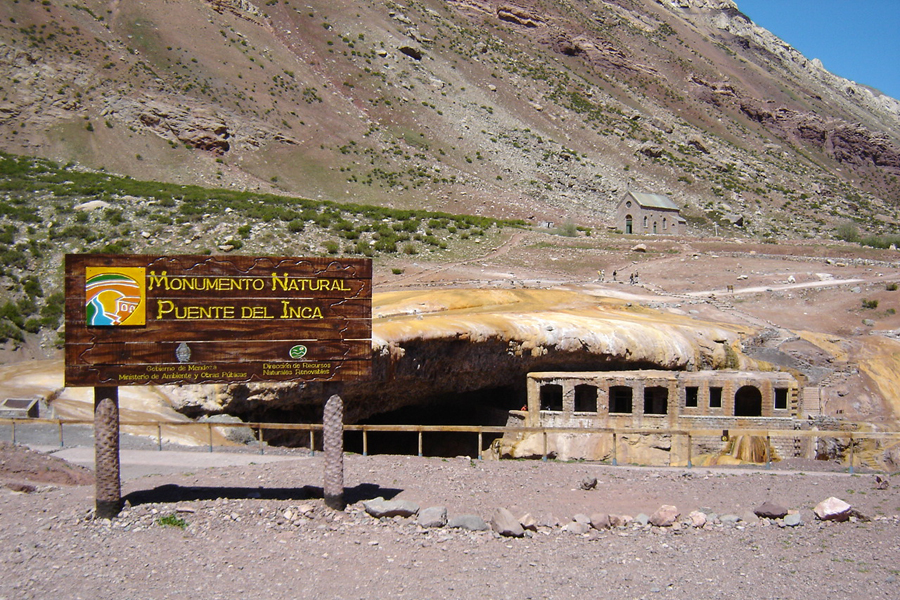
Entrada al Monumento Natural Puente del Inca.

Se encuentra a una altitud de 2700 m s. n. m., sobre la Cordillera de los Andes y entre los cerros Banderita Norte y Banderita Sur, a 183 km de la ciudad de Mendoza por la ruta 7, cerca del paso a Chile, y de la entrada principal del Parque Provincial Aconcagua. Tiene unos 48 metros de longitud, 28 de ancho y 8 de espesor, y se encuentra suspendido a 27 metros sobre el río.  Penden de este puente natural una serie de estalactitas, inflorescencias cálcicas y en invierno agujas de hielo.
La formación se produjo por la erosión hídrica del río Las Cuevas  que creó un pasaje a través de las morrenas (sedimentos por el retroceso de glaciares) depositados en el valle con forma de artesa ("U").  Las aguas minero termales cementaron luego la zona con una carcasa ferruginosa, lo que le otorgó su curiosa forma y un colorido en los tonos del naranja, amarillo y ocre.

## Sinopsis
Dice Couselo que el filme es un "melodrama de infidelidad conyugal y venganza masculina, con arrebatos de tragedia en la recurrencia a la leyenda que atribuye la formación del puente a la petrificación de un descendiente de los incas".

## Reparto
- Nelo Cosimi… Incano
- Amelia Mirel  … María Rosa
- Yolanda Labardén … Mavelina
- Héctor Míguez … Raimundo